# Куртен (Техас)
Куртен (англ. Kurten) — місто (англ. town) в США, в окрузі Бразос штату Техас. Населення — 395 осіб (2020).

## Географія
Куртен розташований за координатами 30°47′20″ пн. ш. 96°16′33″ зх. д. / 30.78889° пн. ш. 96.27583° зх. д. (30.789014, -96.275844).  За даними Бюро перепису населення США в 2010 році місто мало площу 11,95 км², з яких 11,79 км² — суходіл та 0,16 км² — водойми.

## Демографія
Згідно з переписом 2010 року, у місті мешкало 398 осіб у 138 домогосподарствах у складі 109 родин. Густота населення становила 33 особи/км².  Було 162 помешкання (14/км²).
Расовий склад населення:
| - 87,2 % — білих - 2,3 % — чорних або афроамериканців - 1,0 % — корінних американців - 8,8 % — осіб інших рас |

До двох чи більше рас належало 0,8 %. Частка іспаномовних становила 17,8 % від усіх жителів.
За віковим діапазоном населення розподілялося таким чином: 26,6 % — особи молодші 18 років, 64,6 % — особи у віці 18—64 років, 8,8 % — особи у віці 65 років та старші. Медіана віку мешканця становила 32,6 року. На 100 осіб жіночої статі у місті припадало 91,3 чоловіків;  на 100 жінок у віці від 18 років та старших — 92,1 чоловіків також старших 18 років.
Середній дохід на одне домашнє господарство  становив 74 089 доларів США (медіана — 62 917), а середній дохід на одну сім'ю — 81 393 долари (медіана — 68 750). Медіана доходів становила 51 250 доларів для чоловіків та 30 417 доларів для жінок. За межею бідності перебувало 20,2 % осіб, у тому числі 29,5 % дітей у віці до 18 років та 12,1 % осіб у віці 65 років та старших.
Цивільне працевлаштоване населення становило 161 особа. Основні галузі зайнятості: освіта, охорона здоров'я та соціальна допомога — 18,6 %, роздрібна торгівля — 13,7 %, мистецтво, розваги та відпочинок — 10,6 %, фінанси, страхування та нерухомість — 9,9 %.